# Stękiny
Stękiny (niem. Stenkienen) – wieś na Warmii w Polsce położona w województwie warmińsko-mazurskim, w powiecie olsztyńskim, w gminie Jonkowo. W latach 1975–1998 miejscowość administracyjnie należała do województwa olsztyńskiego.
Miejscowość położona przy wojewódzkiej nr 527 Olsztyn-Morąg, pomiędzy Wrzesiną, a Wołownem, w krajobrazie rolniczym, pośród gruntów rolnych i nieużytków. We wsi wstępują zadrzewienia. Dawna, niemiecka nazwa Stękin to Stenhinen, Stenkinen. Pierwsza wzmianka o nazewnictwie wsi pochodzi z 1673, obecna nazwa pojawiła się w 1879.

## Historia
Wieś Stenekayn lokowana w 1343 r. przez biskupa warmińskiego, Hermana z Pragi (przywilej lokacyjny wystawiony 19 marca 1343 r. w Ornecie), na 30 włókach na prawie chełmińskim, w pruskim polu osadniczym zwanym Sculpayn na terytorium Gudikus, przy granicy pola Nosterpelk. Zasadźcą wsi był Prus o imieniu Santop. W 1423 roku, po wojnie polsko-krzyżackiej, zwanej głodową, odnowiono dokument lokacyjny wsi, wraz z przywilejem założenia karczmy. W 1447 r. wykazano nadmiar czterech włók, które przekazano mieszkańcom za kwotę 0,5 marki.

## Zabytki
- 3 kapliczki przydrożne.
- Przydrożne drewniane krzyże, schowane często w cieniu wiekowych drzew.
- Budynki mieszkalne i gospodarcze z widocznymi elementami stylu warmińskiego, w większości murowane lub murowane z elementami drewnianymi.